# Mutterkorn

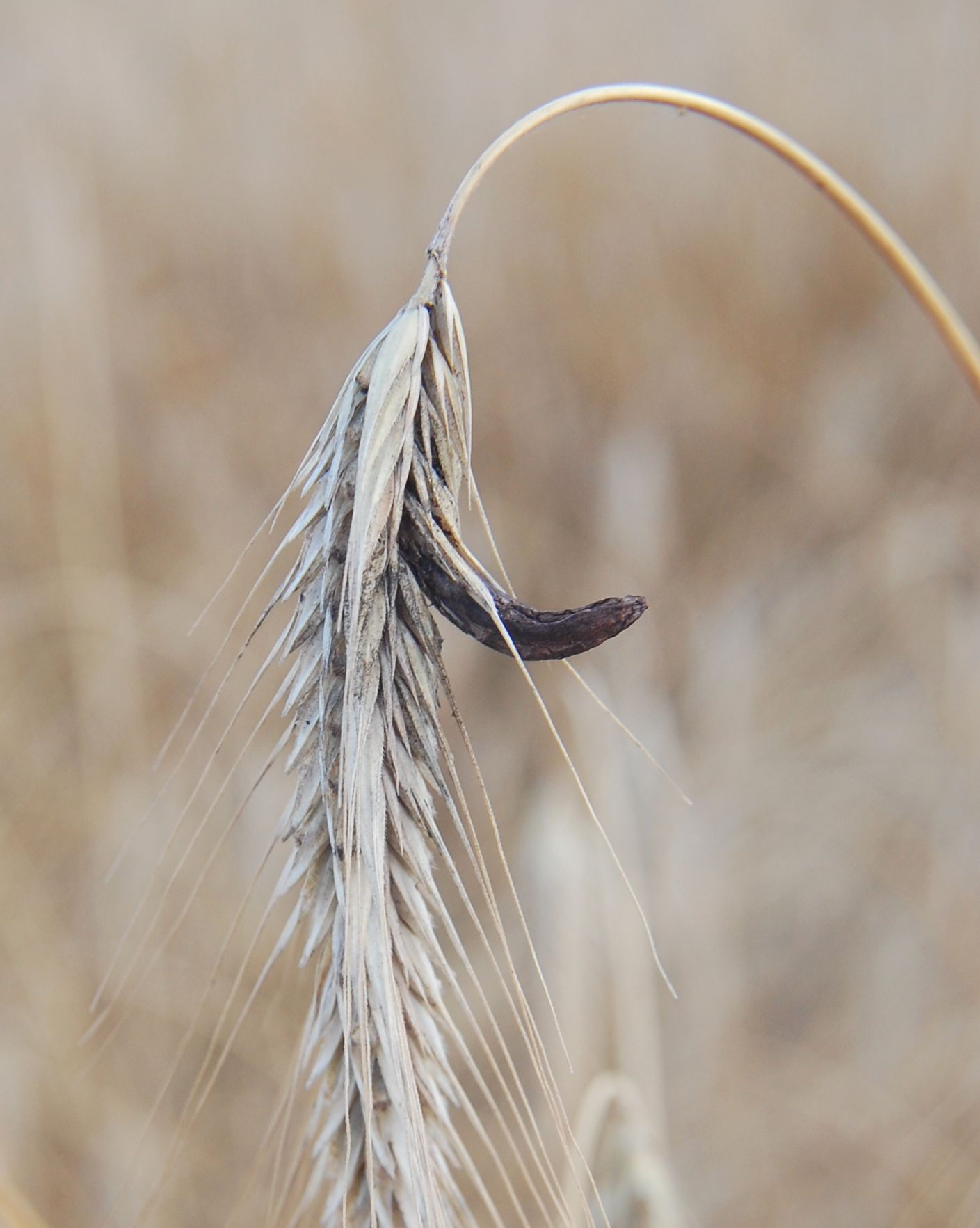
Roggenähre mit Mutterkorn

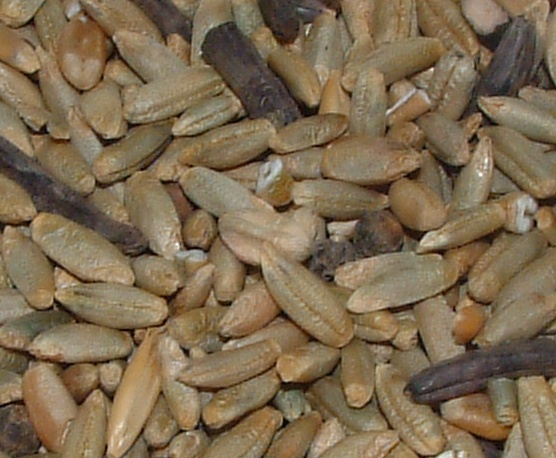
Durch Mutterkorn verunreinigter Roggen

Strukturformel von Endocrocin

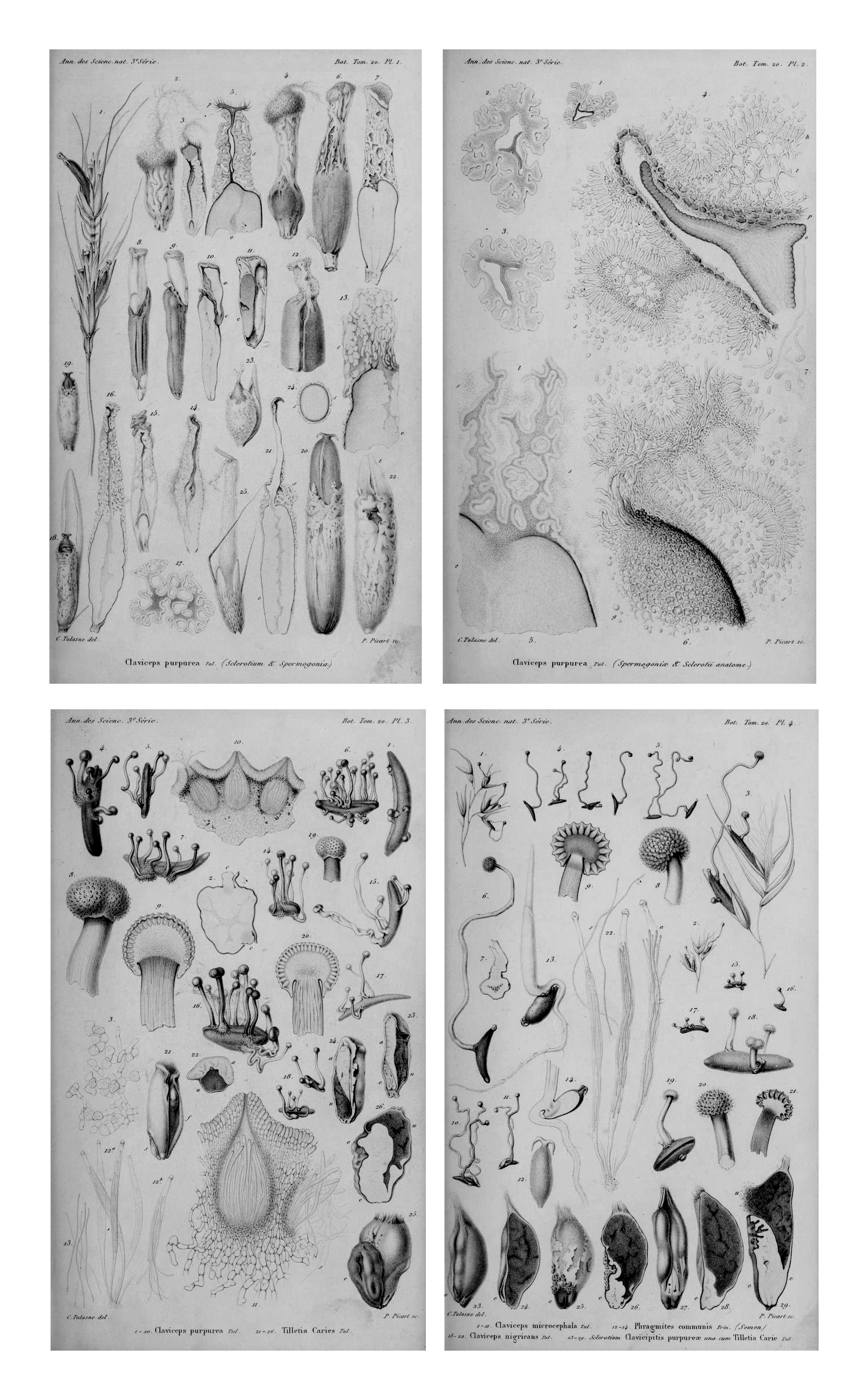
Abbildungen aus Mémoire sur l’ergot des glumacés von L.-R. Tulasne, 1853

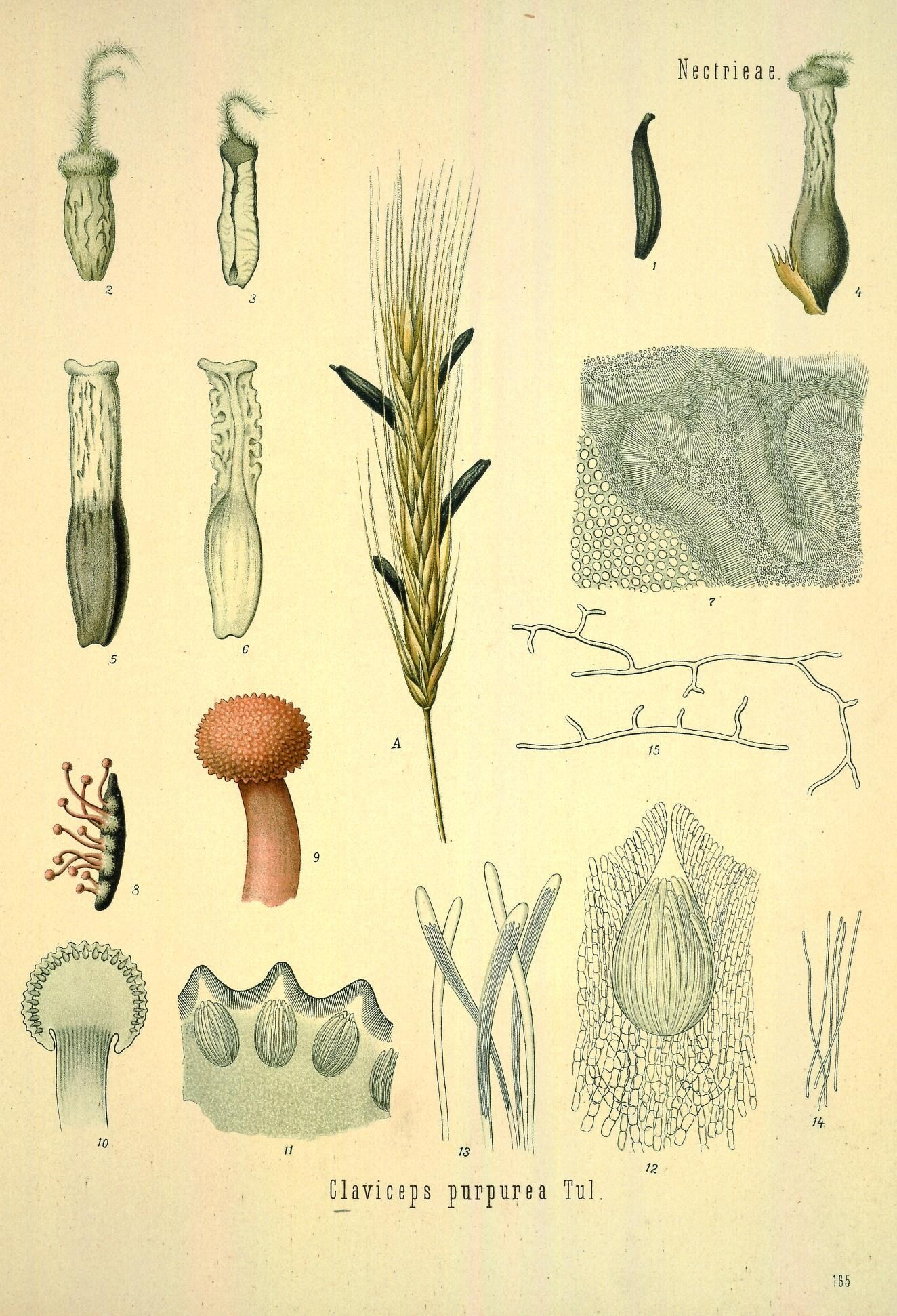
Botanische Illustration der Mutterkorn-Ähre

Das Mutterkorn (lateinisch Secale cornutum) ist eine längliche, kornähnliche und bis zu vier (bis sechs) Zentimeter lange Dauerform (Sklerotium) des Mutterkornpilzes (Claviceps purpurea), einer Schlauchpilz-Art, die aus den Ähren von Getreide herauswachsen kann. Für Mensch und Tier stellt der Befall der Blüten von Nahrungs- und Futtergetreide mit Mutterkorn ein Problem dar, denn die in diesem Pilz enthaltenen über 80 Alkaloide und Farbstoffe weisen eine hohe Giftigkeit auf. In geringer Dosierung kann Mutterkorn auch als Heilmittel wirken. Besonders häufig betroffenes Nahrungsgetreide ist Roggen, aber auch die als Viehfutter genutzten Getreide Triticale, Weizen, Gerste, Hafer und Dinkel. Über 400 Gräser insgesamt sind befallgefährdet; auch das an der Nordseeküste vorkommende Salz-Schlickgras (Spartina anglica).
In der Vergangenheit traten auf Mutterkorn zurückgehende Massenvergiftungen – Antoniusfeuer genannt – oft als Begleiterscheinungen von Hungersnöten auf, wenn große Teile der ärmeren Bevölkerung zum Verzehr von ungereinigtem, vom Felde aufgelesenen Getreide gezwungen waren. Auch sonst waren die Armen des Mittelalters und der frühen Neuzeit eher von solchen Vergiftungen durch das Mutterkorn betroffen, da sie meist das billigere, aus kaum gereinigtem Korn hergestellte Brot verzehrten. Der Pilz breitete sich damals vielfach erst in den feuchten Kornspeichern aus, die einen idealen Nährboden für das Mutterkorn darstellten. Daneben besaß das Mutterkorn in der deutschen Volksmedizin ab dem Mittelalter lange eine Bedeutung als wehentreibendes und blutstillendes Mittel.
Der Chemiker Albert Hofmann stellte 1938 während seiner Forschungsarbeiten zum Mutterkorn mit der Zielsetzung, ein Kreislaufstimulans zu entwickeln, erstmals LSD her.

## Inhaltsstoffe
Der Mutterkornpilz produziert giftige Alkaloide, die Mutterkornalkaloide. Sie sind durch eine Ergolin-Struktur gekennzeichnet. Zu den Mutterkornalkaloiden gehören beispielsweise Ergotamin, Ergometrin und α-Ergokryptin. Der Alkaloidgehalt beträgt 2 Gramm pro Kilogramm Mutterkorn. Zudem konnten aus Mutterkorn rote Anthrachinonfarbstoffe wie Endocrocin oder Clavorubin isoliert werden, wobei 5 Gramm Anthrachinonfarbstoffe in einem Kilogramm Mutterkorn vorhanden sind. Aus diesen werden schließlich biosynthetisch gelbe Xanthonstoffderivate (Ergochrome) gebildet. Der Zusammenhang zwischen der Farbstoff- und Alkaloidsynthese wurde durch den Chemiker Burchard Franck erforscht.

## Wirkungen
Ein Zusammenhang zwischen Ergotismus und Mutterkorn wurde erstmals um 1630 formuliert. Zu den toxischen Effekten von Mutterkornalkaloiden zählen Darmkrämpfe, Halluzinationen sowie das Absterben von Fingern und Zehen aufgrund von Durchblutungsstörungen, die das Krankheitsbild Ergotismus (auch Antoniusfeuer oder Mutterkornbrand) prägen. 5 bis 10 Gramm frisches Mutterkorn können bei einem Erwachsenen zu Atemlähmungen und Kreislaufversagen führen und tödlich sein. Die Inhaltsstoffe (insbesondere Ergometrin) regen die Wehen an. Aus diesem Grund wurde der Pilz auch für Schwangerschaftsabbrüche verwendet, für die er aber wegen seiner geringen therapeutischen Breite nicht geeignet ist. Alkaloide des Mutterkorn können auch medizinisch eingesetzt werden, beispielsweise zum Blutstillen nach der Geburt, gegen orthostatische Hypotonie (niedriger Blutdruck und Schwindel nach dem Aufstehen), Migräne und Morbus Parkinson. Aus dem Pilz kann Lysergsäure gewonnen werden, aus der das Psychedelikum LSD hergestellt werden kann. Nach Hofmann und Wasson (The Road to Eleusis, 1978) war allerdings schon um 2000 v. Chr. bekannt, dass nur die natürlich vorhandenen psychoaktiven Lysergsäurealkaloide wasserlöslich waren, und damit wurden berauschende Getränke gebraut, die die unerwünschten Effekte der anderen Alkaloide umgehen.
Die Wirkungsweisen der Mutterkorn-Alkaloide im Stoffwechsel von Mensch und Tier sind hochkomplex. Die Vereinigung Getreide-, Markt- und Ernährungsforschung unterteilt die Kontaminationen (bei Getreide in Gewichts-%, bei Mehl in µg Gesamtalkaloide/kg) in folgende Sicherheitsniveaus:
No-toxic-effect-level
Für den Menschen werden bis zu 0,1 mg/kg Körpergewicht als zuträgliche tägliche Maximaldosis genannt. Das entspricht (bei 25 bis 75 kg Körpergewicht): 0,5 bis 1,5 % Mutterkorn im Getreide beziehungsweise 10 bis 30 mg Gesamtalkaloid/kg Mehl.
Demgegenüber betrachtet das Bundesinstitut für Risikobewertung bereits Gesamtmutterkornalkaloidmengen von deutlich unter 10 mg/kg Mehl als geeignet, Gesundheitsschäden zu verursachen.
No-problem-level
0,1 % beziehungsweise 2 mg/kg. Dieser Wert wird in der wissenschaftlichen Literatur weitgehend übereinstimmend angegeben und ist so auch als Grenzwert in der Futtermittel-Verordnung festgelegt.
No-intervention-level
Orientierungs- beziehungsweise Eingriffswert, aber nicht Höchstwert. In der EU-Verordnung für den Ankauf von Interventionsgetreide wird als Qualitätskriterium ein Wert von maximal 0,05 % beziehungsweise 1 mg/kg genannt.

## Aktuelle Grenzwerte in Getreide
Die EU-Verordnung 2021/1399 legte verschärfte Grenzwerte für Mutterkornbesatz in Brotgetreide und Ergotalkaloide in Getreidemehl fest. Diese sollten 2024 in Kraft treten, wurden aber verschoben und werden nun teilweise ab dem 1. Juli 2025, teilweise ab dem 1. Juli 2028 gültig.
- Roggen: 0,5 g / kg (0,05 %) Mutterkorn; ab dem 1. Juli 2025 0,2 g / kg (0,02 %)
- Weizen, Dinkel, andere Getreide: 0,2 g / kg (0,02 %)
- Roggenmehl: 500 µg / kg Ergotalkaloide; ab dem 1.7.2028 250 µg / kg
- Mahlerzeugnisse aus Weizen, Dinkel, Gerste und Hafer: 100 µg / kg Ergotalkaloide; ab dem 1. Juli 2028 50 µg / kg
- Mahlerzeugnisse aus Weizen, Dinkel, Gerste und Hafer bei Vollkorn oder hohem Aschegehalt über 900 mg / 100 g: 150 µg / kg Ergotalkaloide

Für Futtergetreide gilt die Richtlinie 2002/32/EG, demzufolge sind bis zu 1 g / kg (0,1 %) Mutterkorn erlaubt.

## Vorbeugung
In der Landwirtschaft kann einem Mutterkornbefall vorgebeugt werden durch:
- Windoffene Flächen für Roggenanbau fördern den Pollenflug[13]
- Anbaupausen von zwei bis drei Jahren zwischen anfälligen Kulturen[14]
- Pflügen vor der Aussaat[14]
- Anbau von Sorten mit geringer Mutterkornanfälligkeit[14][15]
- Anbau von Sorten mit einer besonders hohen Pollenausschüttung
- Aussaatstärke erhöhen und Reihenabstände verringern[13]
- Mutterkornfreies Saatgut nutzen[13]
- standort- und witterungsangepasster Einsatz von Wachstumsregler und ausgewogene N-Düngung[13]
- Mähen der Feldränder vor der Gräserblüte[14]

## Befall
Bei nicht rechtzeitig geerntetem Roggen überwintert der mit den Getreidekörnern zu Boden gefallene Pilz, treibt im folgenden Frühjahr neue Pilzköpfe, deren Sporen durch Wind verbreitet werden und dann wieder Roggenblüten befallen. Mutterkornbefall tritt vor allem dann auf, wenn während der Blüte des Roggens nicht genügend Pollen vorhanden sind. Feuchte Witterung in der Blütezeit führt dazu, dass der Pollen zur Befruchtung des Getreides dieses schlecht erreichen kann. Infolgedessen können Mutterkornsporen die noch offenen Roggen-Blüten besetzen. In ansteigender Reihenfolge sind jedoch Standort, Pflanzenbau und Sortenwahl einflussreicher für den Mutterkornbefall. Zuerst erkennbar ist der Befall anhand einer Honigtaubildung an den Blüten. Diese kleinen gelblichen klebrigen Tropfen werden häufig vom Landwirt übersehen. Danach entwickelt sich das eigentliche hellbraune bis schwarzviolette Mutterkorn. Beim Roggen ist es dunkelviolett, länglich und kann bis zu 6 Zentimeter lang werden. Im Inneren sind die Mutterkörner anfangs knorpelig und verhärten sich im Laufe der Zeit immer stärker.
Weizen, Dinkel oder Gerste werden als Selbstbefruchter deutlich seltener von Mutterkorn befallen. Am ehesten ist dies noch bei Hybridsorten der Fall. Durch besonders trockenes Wetter kann die Getreideblüte ebenso unterdrückt werden, dies hat in den letzten Jahren bei Trockenheit gelegentlich auch zu Mutterkorn bei Weizen geführt.

## Beseitigung
Da der Verzehr von ungereinigtem, rohem Getreide die größten Risiken birgt, wird empfohlen, nur gereinigtes Getreide zu verzehren. Durch die Reinigung werden die Sklerotien (Dauerorgane des Pilzes, Mutterkörner) aus dem Erntegut entfernt. Zum Risiko am Beispiel von Roggenmehl hat das Bundesinstitut für Risikobewertung (BfR) im Jahr 2004 eine Analyse veröffentlicht.
Mutterkorn kann in der Mühle nach Form, Größe und spezifischem Gewicht z. B. durch Siebe, Aspiration, Trieure und Tischausleser entfernt werden. Seit Anfang der 2000er Jahre ist die Entfernung durch Farbsortierer technisch möglich und stellt die zuverlässigste Sortiermethode dar, besonders wenn das Mutterkorn nicht größer als die Getreidekörner oder in Bruchstücken vorhanden ist. Sie ist jedoch mit hohen Investitionskosten für die Farbauslesegeräte verbunden. Daher besitzen in der Regel nur große Mühlen eine solche Ausstattung. Zusammen mit dem Mutterkorn wird im Reinigungsabgang auch gutes Korn ausgeschieden, bei Farbsortierern befindet sich im Abgang etwa gleich viel Mutterkorn wie gutes Getreide, bei Tischauslesern etwas mehr gutes Korn als Mutterkorn.

## Wortherkunft
Das Wort „Mutterkorn“ ist seit dem 18. Jahrhundert bezeugt und ist eine Lehnübersetzung von lateinisch secālis māter. Die Bezeichnung bezieht sich auf die medizinische Wirkung beim Gebärvorgang. Ältere Worterklärungen suchten die Wortherkunft in der Mythologie und postulierten einen Zusammenhang mit volkstümlichen Bezeichnungen wie „Kornmutter“ und „Roggenmutter“ für Winde, die Kornfelder zum Wogen bringen. Diese Winde sollten bewirken, dass dort „Mutterkorn“ wächst.

## Synonyme
Das Mutterkorn besitzt viele, zumeist regionale Namen wie Afterkorn, Achterkorn, Arme-Seelen-Tau (Elsass), Bettelmönch (St. Gallen), Erdenkopf, Ergot, Hahnensporn, Hasenbrot, Hungerkorn, Klaap, Kornmuhme, Kornmutter, Kornpepfen, Kornzapfen, Kornvater, Krähenkorn, Martinskorn, Mehlmutter, Misericordia-Korn (Norditalien), Purpurroter Hahnenpilz, Rankkorn, Retzroggen, Roggenmütterlein, St.-Petri-Schnee (Alpenraum), Stiefmutterkorn, Todtenkopf, Tollkorn oder Roter Keulenkopf, Vaterkorn, Zapfenkorn.

## Mutterkorn als Arzneimittel
Das Mutterkorn wurde spätestens seit der zweiten Hälfte des 15. Jahrhunderts in der Frauenheilkunde und in der Geburtshilfe als Arzneimittel eingesetzt:

### 15. und 16. Jahrhundert
|      | Quelle | Text | Abbildung |
| ---- | --- | --- | --------- |
| 1474 | In einer 1474 vermutlich in Nürnberg entstandenen Handschrift (Cpg 545) steht ein Rezept für ein Pulver, das in warmem Wein aufgelöst zur Behandlung von kolikartigen Schmerzen im Unterbauch empfohlen wurde. Dieses Pulver bestand aus Lorbeerfrüchten, Weißwurz-Wurzeln und Mutterkorn. Im 15. und 16. Jahrhundert wurden kolikartige Schmerzen im Unterbauch bei beiden Geschlechtern mit den Begriffen „helf muter“, „heffmutter“ oder „permutter“ bezeichnet. | Fur die helf muter. Item fur die heffmutter oder permutter. Nym lorper wurcz vnd weydwurcz rocken muter gepuluert vnd yn wein getruncken warm. |           |
| 1582 | 1582 berichtete der Arzt Adam Lonitzer in seinem Kreuterbuch, dass die Hebammen Mutterkorn verwendeten, um schmerzhafte Monatsblutungen („auffſteigen vnd wehethumb der Mutter“) zu behandeln. | Nota: Von den Kornzapffen / Latinè Claui Siliginis: Man findet offtmals an den ähren deß Rockens oder Korns lange ſchwartze harte ſchmale Zapffen / ſo beneben vnnd zwiſchen dem Korn / ſo in den ähren iſt / herauß wachſen / vnd ſich lang herauß thun / wie lange Neglin anzuſehen / ſeind innwendig weiß / wie das Korn / vnd ſeind dem Korn gar vnſchädlich. Solche Kornzapffen werden von den Weibern für ein ſonderliche Hülffe vnd bewerte Artzney für das auffſteigen vnd wehethumb der Mutter gehalten / ſo man derſelbigen drey etlich mal einnimpt vnd iſſet. |           |
| 1586 | 1586 beschrieb Joachim Camerarius der Jüngere in seinem Kommentar zur Neuauflage des Kräuterbuchs von Pietro Andrea Mattioli erstmals die Blutstillende Wirkung des Mutterkorns. | Man findet offt lange ſchwartze Körnlein an den ähern / die jnnwendig weiß ſeyn / neben den andern guten Körnlein / an etlichen orten nennet man es Todtenkopff / vnd iſt ein mißgewechs wie der Brannt / Dieſe vnter der Zungen gehalten / ſtellen das bluten. |           |

### Hebammenpraxis des 17. und 18. Jahrhunderts
Die therapeutische Verwendung des Mutterkorns blieb zunächst auf die Volksmedizin, das heißt auf die Hebammenpraxis, beschränkt. Noch 1709 schrieb der Tübinger Botaniker Rudolf Jacob Camerarius, es sei der ärztlichen Zunft unbekannt, dass die deutschen Hebammen sich des Mutterkorns ganz allgemein bedienten, um Wehen hervorzurufen.
1774 ließ der französische Pharmazeut Antoine Parmentier zum Beweis der Harmlosigkeit des Mutterkorns im Journal de Physique einen Brief abdrucken, den er von Madame Dupille, einer Hebamme aus Chaumont-en-Vexin, erhalten hatte. Sie berichtete ihm, dass sie und ihre Mutter geschältes Mutterkorn in der Menge einer Fingerhutfüllung in Wasser, Wein oder Bouillon Kreißenden zu trinken gab. Voraussetzung war, dass das Kind sich bereits gut präsentierte, die Wehen aber zu schwach waren. Nach der Einnahme des Mittels kam es innerhalb einer Viertelstunde zu einer sanften Geburt. Nebenwirkungen hatte sie nie beobachtet.
Der französische Arzt Jean-Baptiste Desgranges berichtete 1818, er habe im Jahre 1777 in Lyon eine Hebamme getroffen, die Mutterkorn erfolgreich zur Behandlung von Wehenschwächen einsetzte, und er habe in der Folge über sechs Jahre mindestens 20-mal dieses Mittel erfolgreich und ohne Nebenwirkungen angewendet. Er habe auch beobachtet, dass in der Gegend von Lyon weitere Hebammen bei Wehenschwäche Mutterkorn einsetzten. Sie führten einen Notfallbeutel mit, in dem sie neben der Nabelschere und anderen Instrumenten auch ein mit Mutterkorn gefülltes Säckchen bereithielten.

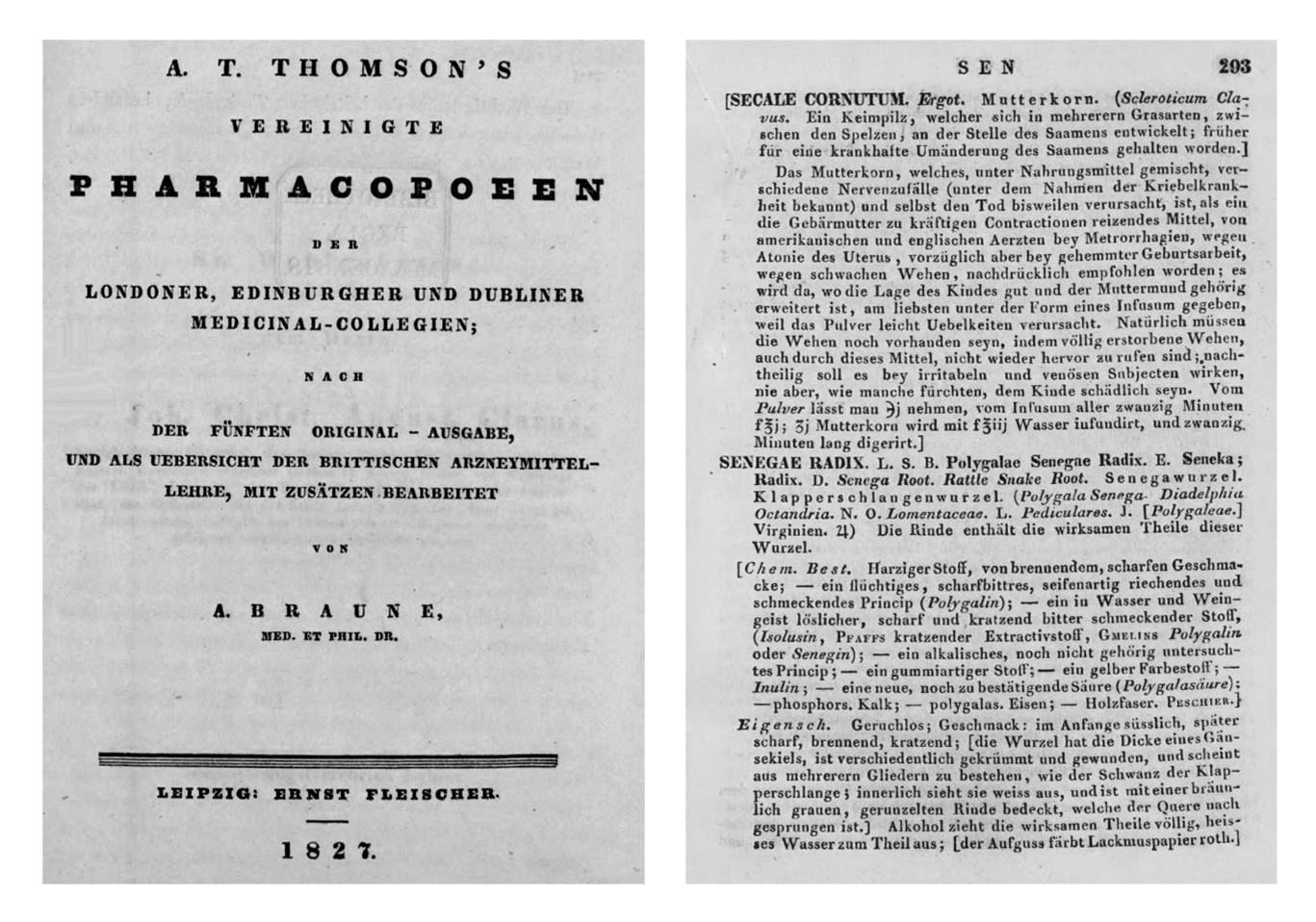
Vereinigte Pharmacopöe 1827. Secale cornutum

### USA. 19. Jahrhundert. Eklektische Schule
Zu Beginn des 19. Jahrhunderts untersuchten die Mitglieder der nordamerikanischen eklektischen Schule alle Volksmittel und auch das Mutterkorn. John Stearns in Saratoga County schrieb 1807 an einen Freund, er habe über mehrere Jahre bei Patientinnen mit Wehenschwäche Mutterkornpulver verordnet. Dazu kochte er eine halbe Drachme (ca. 2 g) des Pulvers in einer halben Pinte (ca. 240 cm³) Wasser und gab ein Drittel von der so erhaltenen Abkochung alle 20 Minuten bis zum Eintritt der Wehenverstärkung. Ab 1808 setzte auch Oliver Prescott das Mutterkorn in der Geburtshilfe ein und auch er stellte fest, dass es Wehen verstärkend wirkte. In einer 1813 erschienenen Abhandlung analysierte er ausführlich die Anzeigen und Gegenanzeigen für eine therapeutische Anwendung des Mittels.

### Deutschland. 19. Jahrhundert
1817 waren in Deutschland die Wirkungen und die Nebenwirkungen des Mutterkorns noch umstritten. In die fünfte Ausgabe der Preussischen Pharmakopoe von 1827 wurde Secale cornutum aufgenommen. Spätestens 1843 waren seine möglichen therapeutischen Wirkungen voll anerkannt und genau beschrieben.
In den 1880er Jahren gehörte der deutsche Pharmakologe Rudolf Kobert zu den Erforschern von Mutterkornpräparaten.

### Deutschland. 20. und 21. Jahrhundert
Im September 1986 urteilte die Kommission E (= Sachverständigenkommission für pflanzliche Arzneimittel des Bundesgesundheitsamts), dass „auf Grund der Risiken die therapeutische Anwendung von Mutterkorn und Mutterkornzubereitungen nicht mehr vertretbar“ sei. Die isolierten Mutterkornalkaloide (und Derivate) jedoch konnten als Reinstoffe in Fertigarzneimitteln verwendet werden. So das Methylergometrin zu intramuskulären Injektionen in der Geburtshilfe bei Blutungen nach Fehlgeburt, bei verstärkter Blutung nach der Geburt und bei ungenügender Rückbildung der Gebärmutter im Wochenbett bei Frauen, die nicht stillen.